# Amroth (Regno Unito)
Amroth è una località balneare del Galles sud-occidentale, facente parte della contea del Pembrokeshire ed affacciata sulla baia di Carmarthen, all'interno del parco nazionale costiero del Pembrokeshire.  La comunità conta una popolazione di circa 1.200 abitanti.

## Geografia fisica
Amroth si trova nella parte sud-orientale del Pembrokeshire, tra le località di Saundersfoot e Whitland (rispettivamente ad est della prima e a sud/sud-ovest della seconda). Dista 8 km dalla località balneare di Tenby.

## Storia

### Origini del nome
Il toponimo in lingua gallese Amroth significa letteralmente "lungo il ruscello chiamato Rhath".

## Monumenti e luoghi d'interesse

### Architetture civili
Tra i principali edifici della località, figura il castello di Amroth, risalente alla fine del XVIII secolo.

### Altri luoghi d'interesse
Amroth è nota inoltre per la sua spiaggia, che nel 2007 ha ottenuto una bandiera blu.

## Società

### Evoluzione demografica
Nel 2016, la popolazione della community di Amroth era stimata in 1.220 abitanti, di cui 628 erano donne e 592 erano uomini.
La popolazione al di sotto dei 18 anni era pari a 173 unità.
La località ha conosciuto un decremento demografico rispetto al 2011, quando la popolazione censita era pari a 1.232 abitanti e al 2001, quando la popolazione censita era pari a 1.243 abitanti.